# Tapalpa
Tapalpa es una localidad del estado mexicano de Jalisco. Es cabecera del municipio de Tapalpa.

## Historia
La palabra "Tapalpa" viene de la palabra Náhuatl "tlapalpan" que significa "tierra de colores".
La región estuvo habitada por el pueblo otomí antes de la llegada de los españoles.
En 1523, los españoles, liderados por Alonso de Ávalos Saavedra, llegaron a la región. Se encontraron con una tribu nativa llamada Atlacco, que no opuso resistencia a los colonizadores españoles. En 1531, un grupo de frailes franciscanos comenzó a evangelizar a los nativos.
Para 1825, Tapalpa ya estaba registrada como villa y en 1869 fue declarada municipio.
La primera fábrica de papel en América Latina se abrió en Tapalpa en 1840. La fábrica cerró y fue abandonada en 1923 debido a la Revolución Mexicana. Hoy en día, sus ruinas abandonadas se han convertido en una atracción turística.

## Geografía

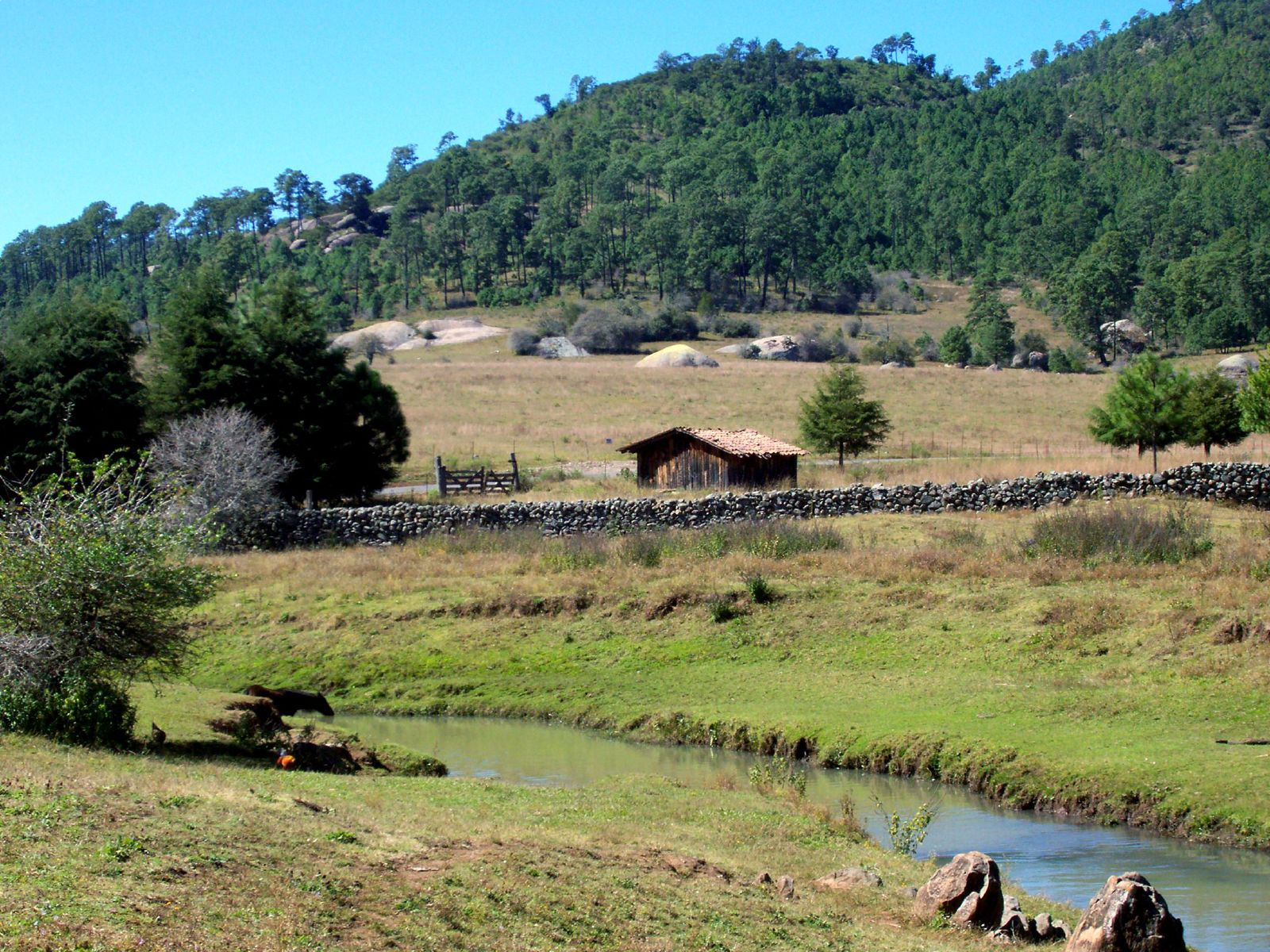
Paisaje campestre con bosques

Tapalpa se encuentra en la región sur del estado de Jalisco.  Está ubicado a lo largo de la Sierra Madre Occidental. Contiene aproximadamente 17,735 hectáreas de bosque, compuestas principalmente por pinos, robles y fresnos. Venados, conejos y serpientes son comunes en la zona.
Tapalpa recibe un promedio de 883.1 milímetros de lluvia anualmente, la mayor parte entre junio y octubre.
Con una altura de 105 metros, el Salto del Nogal es la cascada más alta del estado de Jalisco. Se encuentra a 10 km de la ciudad de Tapalpa.
| Parámetros climáticos promedio de Tapalpa, Jalisco | Parámetros climáticos promedio de Tapalpa, Jalisco | Parámetros climáticos promedio de Tapalpa, Jalisco | Parámetros climáticos promedio de Tapalpa, Jalisco | Parámetros climáticos promedio de Tapalpa, Jalisco | Parámetros climáticos promedio de Tapalpa, Jalisco | Parámetros climáticos promedio de Tapalpa, Jalisco | Parámetros climáticos promedio de Tapalpa, Jalisco | Parámetros climáticos promedio de Tapalpa, Jalisco | Parámetros climáticos promedio de Tapalpa, Jalisco | Parámetros climáticos promedio de Tapalpa, Jalisco | Parámetros climáticos promedio de Tapalpa, Jalisco | Parámetros climáticos promedio de Tapalpa, Jalisco | Parámetros climáticos promedio de Tapalpa, Jalisco |
| Mes                                                | Ene.                                               | Feb.                                               | Mar.                                               | Abr.                                               | May.                                               | Jun.                                               | Jul.                                               | Ago.                                               | Sep.                                               | Oct.                                               | Nov.                                               | Dic.                                               | Anual                                              |
| -------------------------------------------------- | -------------------------------------------------- | -------------------------------------------------- | -------------------------------------------------- | -------------------------------------------------- | -------------------------------------------------- | -------------------------------------------------- | -------------------------------------------------- | -------------------------------------------------- | -------------------------------------------------- | -------------------------------------------------- | -------------------------------------------------- | -------------------------------------------------- | -------------------------------------------------- |
| Temp. máx. abs. (°C)                               | 29                                                 | 32                                                 | 32                                                 | 33                                                 | 36                                                 | 36                                                 | 30                                                 | 30                                                 | 32                                                 | 31                                                 | 31                                                 | 30                                                 | 36                                                 |
| Temp. máx. media (°C)                              | 22.4                                               | 24.0                                               | 25.9                                               | 27.9                                               | 28.7                                               | 26.0                                               | 24.3                                               | 24.4                                               | 24.3                                               | 24.3                                               | 24.0                                               | 23.1                                               | 24.9                                               |
| Temp. media (°C)                                   | 12.9                                               | 13.9                                               | 15.4                                               | 17.1                                               | 18.8                                               | 18.9                                               | 17.9                                               | 18.0                                               | 18.1                                               | 16.9                                               | 15.2                                               | 13.7                                               | 16.4                                               |
| Temp. mín. media (°C)                              | 3.4                                                | 3.9                                                | 4.8                                                | 6.3                                                | 8.9                                                | 11.8                                               | 11.5                                               | 11.5                                               | 11.8                                               | 9.5                                                | 6.3                                                | 4.2                                                | 7.8                                                |
| Temp. mín. abs. (°C)                               | -5                                                 | -6                                                 | -3                                                 | 0                                                  | 0                                                  | 6                                                  | 7                                                  | 7                                                  | 5                                                  | 1                                                  | -2                                                 | -4                                                 | -6                                                 |
| Precipitación total (mm)                           | 40.0                                               | 22.6                                               | 14.6                                               | 10.0                                               | 53.2                                               | 170.1                                              | 184.5                                              | 151.7                                              | 147.3                                              | 110.8                                              | 35.8                                               | 22.3                                               | 962.9                                              |
| Fuente: SMN                                        |                                                    |                                                    |                                                    |                                                    |                                                    |                                                    |                                                    |                                                    |                                                    |                                                    |                                                    |                                                    |                                                    |

## Arquitectura
Tapalpa es conocido por sus edificios tradicionales con fachadas blancas y techos rojos. Todavía se conservan algunas fuentes públicas tradicionales donde la gente solía abastecerse de agua diariamente.

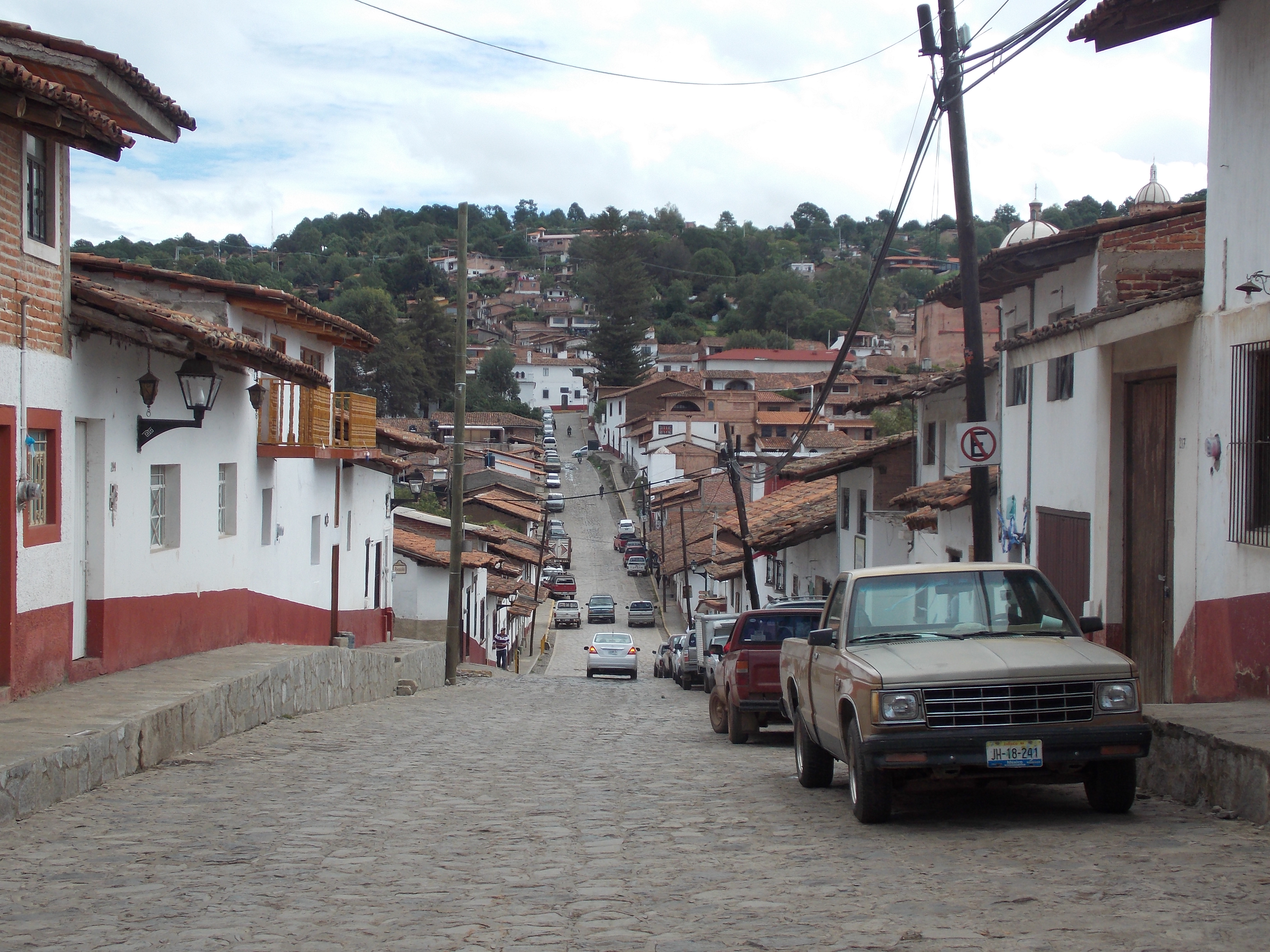
Calle en Tapalpa

El Templo de San Antonio fue construido en 1650 por los franciscanos. Es notable por su gran techo abovedado. Una leyenda local dice que un grupo de bandidos intentó robar el templo pero fue detenido por un hombre misterioso vestido de negro. Se dice que ese hombre era San Antonio de Padua, el santo patrón del templo.
Debido a los daños en el Templo de San Antonio, fue necesario construir otra iglesia. La construcción de la Iglesia de Nuestra Señora de Guadalupe comenzó en 1950. La construcción de la nueva iglesia fue financiada por las contribuciones de los lugareños. La iglesia está construida casi en su totalidad con ladrillo rojo.

## Demografía
| Censo | Población |
| ----- | --------- |
| 1900  | 1 931     |
| 1910  | 2 128     |
| 1921  | 1 926     |
| 1930  | 2 294     |
| 1940  | 2 856     |
| 1950  | 2 453     |
| 1960  | 3 232     |
| 1970  | 3 476     |
| 1980  | 4 014     |
| 1990  | 4 471     |
| 1995  | 5 590     |
| 2000  | 5 566     |
| 2005  | 5 301     |
| 2010  | 5 782     |
| 2020  | 5 955     |

## Turismo
En 2001, la Secretaría de Turismo de México lanzó el Programa Pueblos Mágicos con el fin de reconocer a los pueblos de todo el país notables por su importancia cultural e histórica. Tapalpa fue registrado como Pueblo Mágico en 2002.
La zona es un destino popular de fin de semana para los residentes de la cercana Guadalajara. Hay cabañas rurales disponibles para alquilar por la noche. Hay muchos excelentes restaurantes al aire libre que se especializan en carnes a la parrilla.

### Las Piedrotas
Valle de los Enigmas, también conocido como las Piedrotas, es un popular destino de senderismo en Tapalpa. Es notable por sus grandes monolitos naturales. Se encuentra a 4 km al norte de la ciudad. El zip-lining (tirolesa) y la equitación son actividades populares.

## Personas notables
- Cipriano Campos Alatorre[14] (1906-1934), maestro, novelista